# Sayen
Sayen es una película chilena del año 2023, dirigida por Alexander Witt y protagonizada por Rallén Montenegro y Arón Piper. Es la primera parte de una trilogía producida por Fábula y Amazon Studios, que se estrenó el 3 de marzo de 2023 en la plataforma de streaming Amazon Prime Video.

## Sinopsis
Sayen es una joven mapuche que vive en la región de La Araucanía con su abuela, la última de su familia. Un día, descubre una peligrosa conspiración liderada por una corporación que busca adueñarse de las tierras de su comunidad para extraer un valioso mineral. Cuando su abuela es asesinada por los sicarios de la empresa, Sayen decide vengar su muerte y detener el plan. Para ello, usará su entrenamiento y conocimiento sobre la naturaleza, convirtiéndose en una weichafe (guerrera) mapuche que perseguirá a los responsables hasta el final.

## Reparto
La película Sayen cuenta con la participación de actores chilenos  e internacionales, destacando los siguientes roles principales:
- Rallén Montenegro como Sayen, una joven mapuche que descubre una conspiración para robar las tierras de su comunidad y decide vengar la muerte de su abuela y detener el plan. Es la protagonista y heroína de la historia.
- Arón Piper como Antonio, el líder de los sicarios contratados por la corporación que busca el mineral. Es el antagonista principal y el enemigo de Sayen.
- Enrique Arce como Martín, el director ejecutivo de la corporación que planea explotar el mineral. Es el antagonista secundario y el jefe de Diego.
- Roberto García Ruiz como Pedro, un periodista que investiga la conspiración y se alía con Sayen para exponerla.
- Camilo Arancibia como José, un joven mapuche que es amigo de Sayen y la ayuda en su lucha.
- Loreto Aravena como Andrea, la mujer encargada de la seguridad de Antonio; posee habilidades para el combate cuerpo a cuerpo.
- Álvaro Espinoza como Sergio, el Gobernador de la Región,  quien actúa en complicidad con Martín, el director ejecutivo de la corporación que planea explotar el mineral.

## Recepción

### Críticas
La recepción de la película ha sido mayormente negativa, tanto por parte de la crítica como del público. Sin embargo, se han destacado ciertos elementos de esta. El influencer y crítico de cine César Huispe, pese a criticar la película de forma negativa, también resaltó ciertos aspectos positivos, señalando que tuvo una cinematografía muy bien lograda, con encuadres que a ratos se salían de lo convencional, señalando además que las coreografías y escenas de acción no estaban nada mal tampoco.Otros elementos positivos señalados por parte de la crítica fueron la calidad de su producción, que logra crear escenas de acción impactantes y bien coreografiadas, con un uso efectivo de los paisajes de la Araucanía y la Patagonia;la interpretación de Rallen Montenegro como Sayen, una heroína fuerte, valiente y decidida, que demuestra las habilidades de una weichafe (guerrera) mapuche;la inclusión del mundo mapuche en la trama, que le da un toque de originalidad y relevancia a la historia, así como una oportunidad de mostrar su cultura, su cosmovisión y sus reivindicaciones,la química entre los protagonistas, Rallen Montenegro y Arón Piper, que interpretan a dos personajes opuestos pero atraídos el uno por el otro.
El comediante, crítico e influencer César Huispe, famoso por sus críticas mordaces a series de televisión y películas chilenas, en su serie web Críticas QLS, criticó duramente la película, señalando que, en su mayoría, los actores tuvieron una actuación deficiente, señalando que era una película desastrosa en todo nivel, porque su música no encajaba con lo mostrado, y su argumento era muy flojo, mostrando a la protagonista como buena sin más contexto argumentativo solo por ser mapuche.También criticó el hecho de que la película nunca hace mención directa al conflicto mapuche, contexto dónde se supone que la historia se desarrolla, criticando esta postura como “tremendamente cobarde”.
Otras críticas que se han hecho a la película son la falta de profundidad en algunos personajes secundarios, que quedan relegados a roles estereotipados o funcionales a la trama;la previsibilidad de algunos giros argumentales, que hacen que la historia pierda sorpresa e innovación;y la excesiva violencia en algunas escenas, que puede resultar innecesaria o gratuita para algunos espectadores.

## Producción
La película fue realizada por Amazon Studios en colaboración con la productora chilena Fábula. La dirección estuvo a cargo de Alexander Witt, director chileno-estadounidense. El guion fue escrito por Carla Stagno y Julio Rojas, basándose en una historia original de Patricio Lynch.
El rodaje se realizó mayoritariamente en la región de La Araucanía, teniendo como escenarios naturales el lago Budi, el volcán Llaima y el parque nacional Conguillío. También se filmaron escenas en Santiago y Valparaíso.

## Distribución
La película se estrenó el 3 de marzo de 2023 en Amazon Prime Video.